# 도로시 애플비

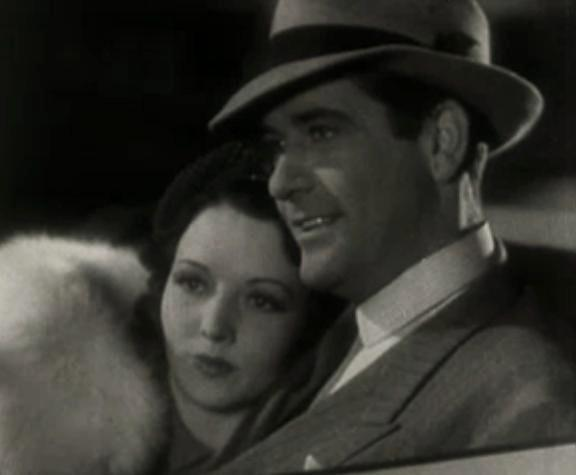

도로시 애플비(Dorothy Appleby, 1906년 1월 6일 ~ 1990년 8월 9일)는 미국의 배우, 영화배우이다.
포틀랜드에서 태어났으며 롱아일랜드에서 사망하였다.

## 영화
- 맨파워 (1941년)
- 하이 시에라 (1941년)
- 여자들 (1939년)
- 역마차 (1939년)
- 하층민(영어판) (1936년)